# Pandoro

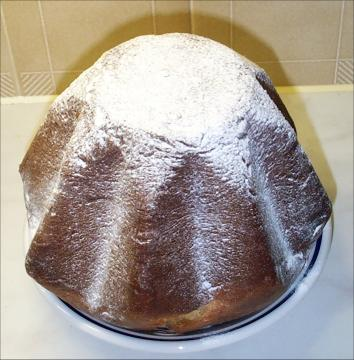
Un pandoro casolà

El pandoro és un dolç típic de la zona vèneta de Verona que es consumeix principalment durant les vacances de Nadal. És un dels dolços nadalencs més populars a Itàlia. Deriva del nom en llengua veneciana pan de oro i va ser servit a les taules dels venecians rics juntament amb les altres postres dolces típiques, el nadalin, que és el seu antecessor i que recentment ha estat certificat com dolç tradicional local.
La pasta és suau i de color daurat, a causa de la presència d'ous, i amb aroma de vainilla. La forma és com la del flam capgirat i reflecteix el motllo on es prepara: truncada i amb relleus en forma d'estrella, normalment amb vuit puntes. Els ingredients principals són farina, sucre, ous, mantega, mantega de cacau i llevat. Malgrat que són unes postres populars, la tècnica de preparació és complexa, ja que implica molts passos de processament.

## Història

### Versió antiga
Els orígens de la recepta es troben a l'antiga Roma, i s'esmenta en una escriptura menor que es remunta al segle i, a l'època de Plini el Vell, que segons Michela Becchi cita un cuiner anomenat Vergilius Stephanus Senex, que va preparar un panis amb flor de farina, mantega i Oli d'oliva.
La recepta també sembla derivar del pane de oro que es va servir al voltant del segle XIII a les taules dels nobles de Venècia.

### Versió moderna
El naixement de la recepta moderna, almenys tal com s’entén  actualment, es remunta al segle xix, com a evolució del nadalin, unes postres veroneses que van obtenir el reconeixement de Denominació d'Origen Municipal el 2012. El 14 d'octubre 1894 Domenico Melegatti, fundador de la empresa veronesa homònima de confiteria, va dipositar a l'oficina de patents un pastís tou amb un cos característic en forma d'estrella de vuit puntes, obra de l'artista Angelo Dall'Oca Bianca, pintor impressionista.

## Com se serveix
El Pandoro tradicional no està guarnit internament amb cremes ni fruites confitades (a diferència del panettone). Amb el pas del temps, els fabricants han intentat diferenciar la seva oferta inventant o reutilitzant receptes particulars i, per tant, avui és possible assaborir pandoro en diferents versions, farcides de crema pastissera o cobertes amb una capa de xocolata, etc.
És aconsellable tornar a escalfar-lo abans de consumir-lo. El pandoro es ven sovint en caixes de plàstic amb sucre glacé en una bossa independent que els compradors han d'abocar sobre el pastís quan l'obren, per evitar que el sucre glacé tingui un contacte prolongat amb el dolç durant el període d'embalatge i perdi les seves característiques. Com que són unes postres que ja porten sucre en la seva composició, no tothom les neva amb el sucre glacé.

## Producció
Entre panettone i pandoro es van produir a Itàlia el 2008 prop de 100 milions d'unitats, per un valor d'uns 600 milions d'euros.